# ピエール・アンドレア・サッカルド

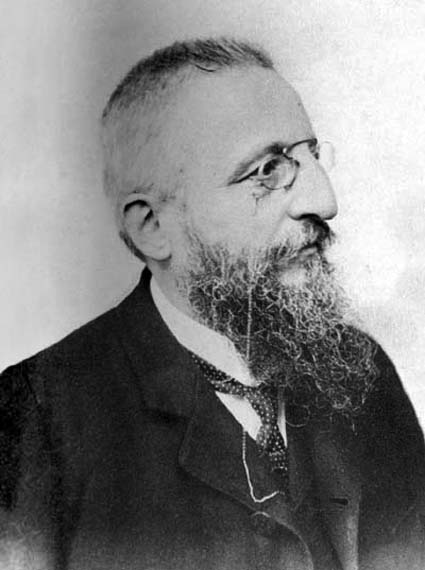
Pier Andrea Saccardo.

ピエール・アンドレア・サッカルド（Pier Andrea Saccardo、1845年4月23日 - 1920年2月12日）は、イタリアの植物学者、菌学者である。

## 生涯
トレヴィーゾで生まれた。ヴェネツィアの高校、パドゥア大学の工学部で学んだ。1867年に学位を得、1869年に博物学の教授となった。1876年に雑誌 "Michelia"を創刊し、自らの菌類に関する初期の論文を発表した。1879年に パドゥア大学の博物学の教授、植物園長になった。
おもに菌類の研究に従事し、有性生殖を営むステージが未発見の「不完全菌」やフンタマカビ綱 (Sordariomycetes)に関する140編以上の論文を発表した。ほぼ完全なキノコの目録、"Sylloge"が有名である。胞子色や形によって、不完全菌類を分類する体系を開発し、DNA分析をもとにする分類法の前に主流な分類体系であった。

## 著書
- Prospetto della Flora Trivigiana (Venice 1864)
- Bryotheca Tarvisina (Treviso 1864)
- Della storia e letteratura della Flora Veneta (Milan 1869)
- Sommario d'un corso di botanica (3rd ed., Padua 1880)
- Musci Tarvisini (Treviso 1872)
- Mycologiae Venetae specimen (Padua 1873)
- Mycotheca Veneta (Padua 1874–79)
- Michelis, commentarium mycologicum (Padua 1877 to 1882, 2 volumes.)
- Fungi italici autographie delineati et colorati (Padua 1877–86, with 1,500 tables)